# Paříž, 13. obvod
Paříž, 13. obvod (v originále Les Olympiades) je francouzský hraný film z roku 2021, který režíroval Jacques Audiard. Jedná se o adaptaci americké komiksové série Killing and Dying od Adriana Tomina.

## Děj
Émilie je mladá žena asijského původu, která žije v bytě své babičky, která trpí demencí, v jednom z výškových nájemních domů ve 13. pařížském obvodu, ve čtvrti Les Olympiades. Protože se  bojí, že kvůli hrubému chování k zákazníkovi přijde o práci v call centru, začne hledat spolubydlícího. Vybere si mladého černošského středoškolského učitele Camille, který by si rád udělal doktorát.
Camille přitahuje studentka práv Nora, která se do Paříže přestěhovala z venkova, aby ve 32 letech zkusila nový začátek. Svým příbuzným do telefonu říká, jak je tu všechno skvělé, ale není to pravda. Camille ale také souběžně udržuje vztah s Émilie. Nora se s Camille rozejde a seznámí se s dívkou Amber.

## Obsazení
| Lucie Zhang         | Émilie                    |
| Makita Samba        | Camille                   |
| Noémie Merlantová   | Nora                      |
| Jehnny Beth         | Louise, alias Amber Sweet |
| Océane Caïraty      | Stéphanie                 |
| Geneviève Doang     | Karin                     |
| Camille Léon-Fucien | Eponine                   |
| Pol White           | Camillův otec             |

## Ocenění
- Filmový festival v Cannes: výběr do hlavní soutěže
- Cena Lumières: nominace v kategoriích nejlepší režie (Jacques Audiard), nadějný herec (Makita Samba), nadějná herečka (Lucie Zhang)
- Caesar 2022: nominace v kategoriích nejslibnější herečka (Lucie Zhang), nejslibnější herec (Makita Samba), nejlepší adaptace, nejlepší kamera, nejlepší filmová hudba